# Reserva de la biosfera del Elba medio

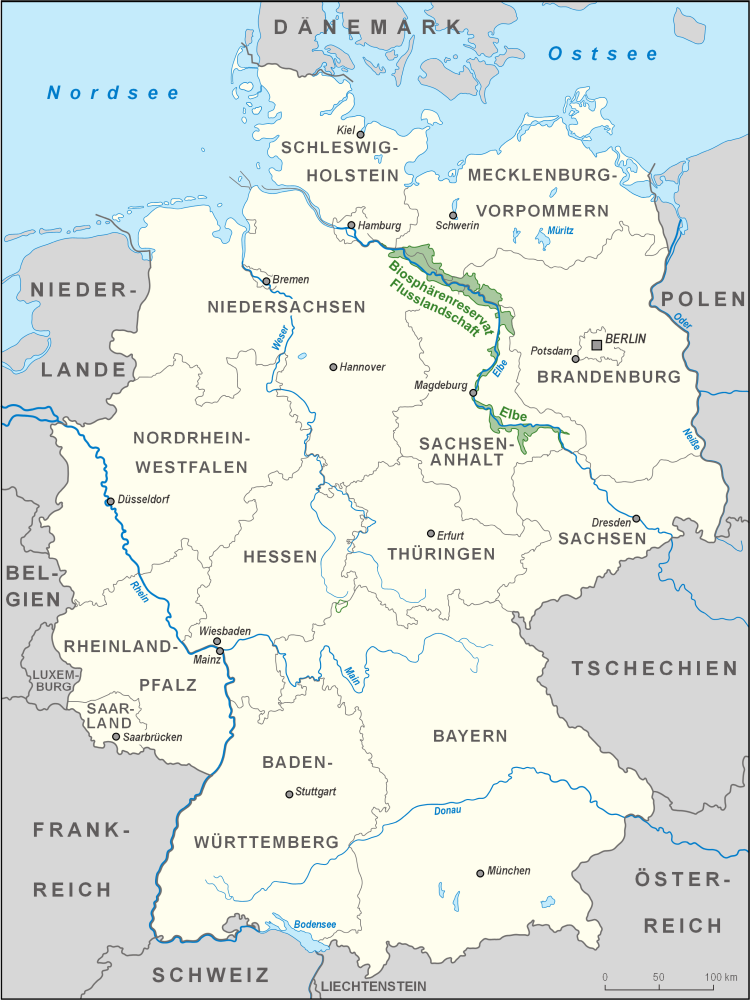
Plano de la extensión de la Reserva de la Biosfera del Elba Medio.

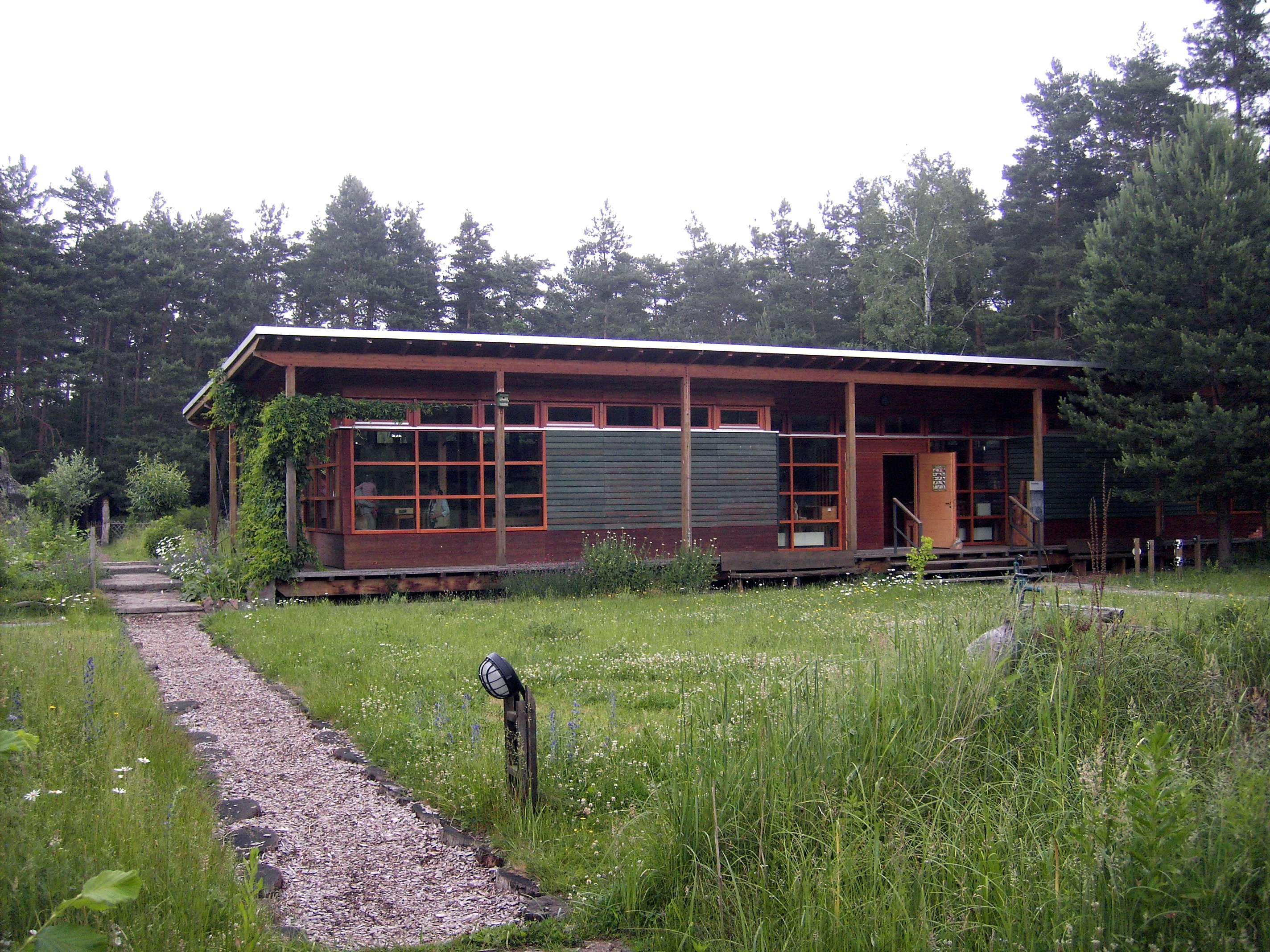
Informationspavillon Auenhaus (Pabellón de Información).

La reserva de la biosfera del Elba medio es una reserva de la biosfera en el estado federado alemán de Sajonia-Anhalt.
La reserva del Elba medio es una reserva protegida de 430 kilómetros cuadrados, y es la región protegida más grande de Sajonia-Anhalt. Se extiende a lo largo del río Elba, entre Wittenberg al este, pasando por Dessau-Roßlau, hasta Gommern en el noroeste. Esta región de topografía fluvial es una de las principales atracciones para el turismo en Sajonia-Anhalt, particularmente para el turismo ciclista.

## Historia
La historia de la reserva se origina con la Ley de protección medioambiental de Anhalt de 1924. En los seis años siguientes, esta reserva protegida inicial fue ampliada. Las regiones de "Saalberge" y "Möster Birken" fueron añadidas en 1926. En 1927, se añadieron las áreas de conservación para el castor del Elba y la planta "Wassernuß" (Trapa natans). En 1929, las áreas entre Aken y Tochheim fueron puestas bajo protección. Estas áreas fueron los predecesores del área de conservación de Steckby-Lödderitzer Forst. 
El Steckby-Lödderitzer Forst fue reconocido como una reserva de la biosfera por la Unesco en el año 1979, y en 1988 fue extendida por áreas amplias alrededor de Dessau y Wörlitz. Con el añadido de ulteriores áreas de prados de agua, se convirtió en la Reserva de la biosfera del Elba medio en 1991.

## Características
La reserva contiene el área de prados de agua interconectados más grandes de Europa Media. Implica al río Elba y Mulde e incluye las llanuras inundables del Elba como un biotopo único que sirve como refugio para muchas especies en peligro. En 2005 Dr. Frank Dziock descubrió una nueva especie de insecto, Brachyopa silviae. Del género Brachyopa, sólo se conocen 13 especies en Europa.
La reserva también incluye parque de Wörlitz, el parque paisajístico más antiguo en el continente europeo.

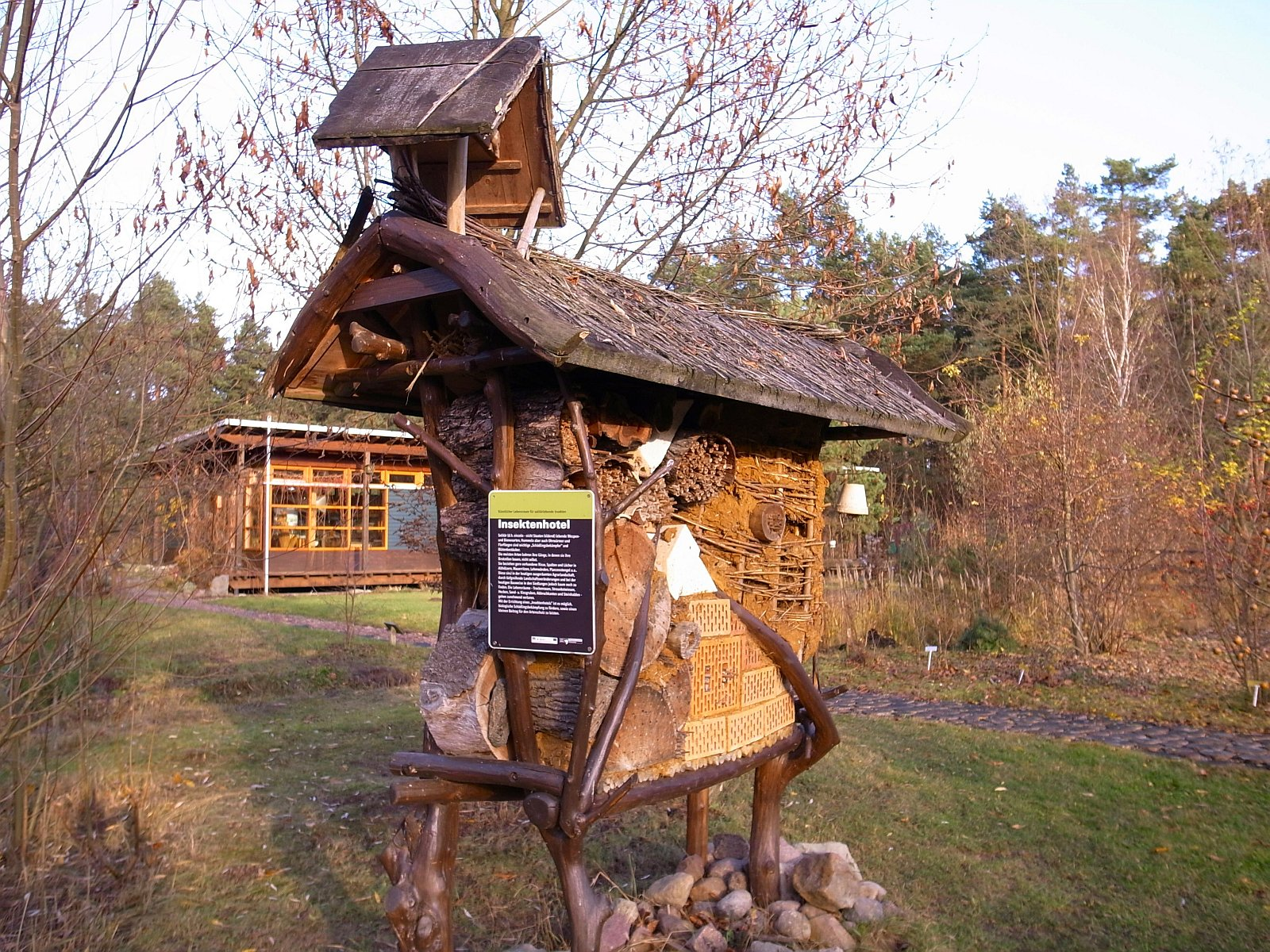
Caja de insectos en la reserva de la biosfera del Elba Medio.

Desde el 20 de marzo de 2006 el nombre oficial es: Biosphärenreservat Mittelelbe en alemán, Biosphere Reserve Middle Elbe en inglés. 
- área: 430 km²
- biodiversidad
  - más de 1000 especies botánicas
  - 250 especies de aves
  - 130 especies de abejas
  - 50 especies de libélulas